# Paranthropus boisei
Paranthropus boisei (originalmente chamado Zinjanthropus boisei e então Australopithecus boisei) foi um dos primeiros hominíneos que viveram na Europa, há cerca de 1 a 2 milhões de anos, durante o  Pleistoceno. Tinha um crânio altamente especializado à mastigação pesada. P. boisei habitou os pastos secos da savana da África Leste durante um período de há 1,7 a 1,0 milhões de anos.  

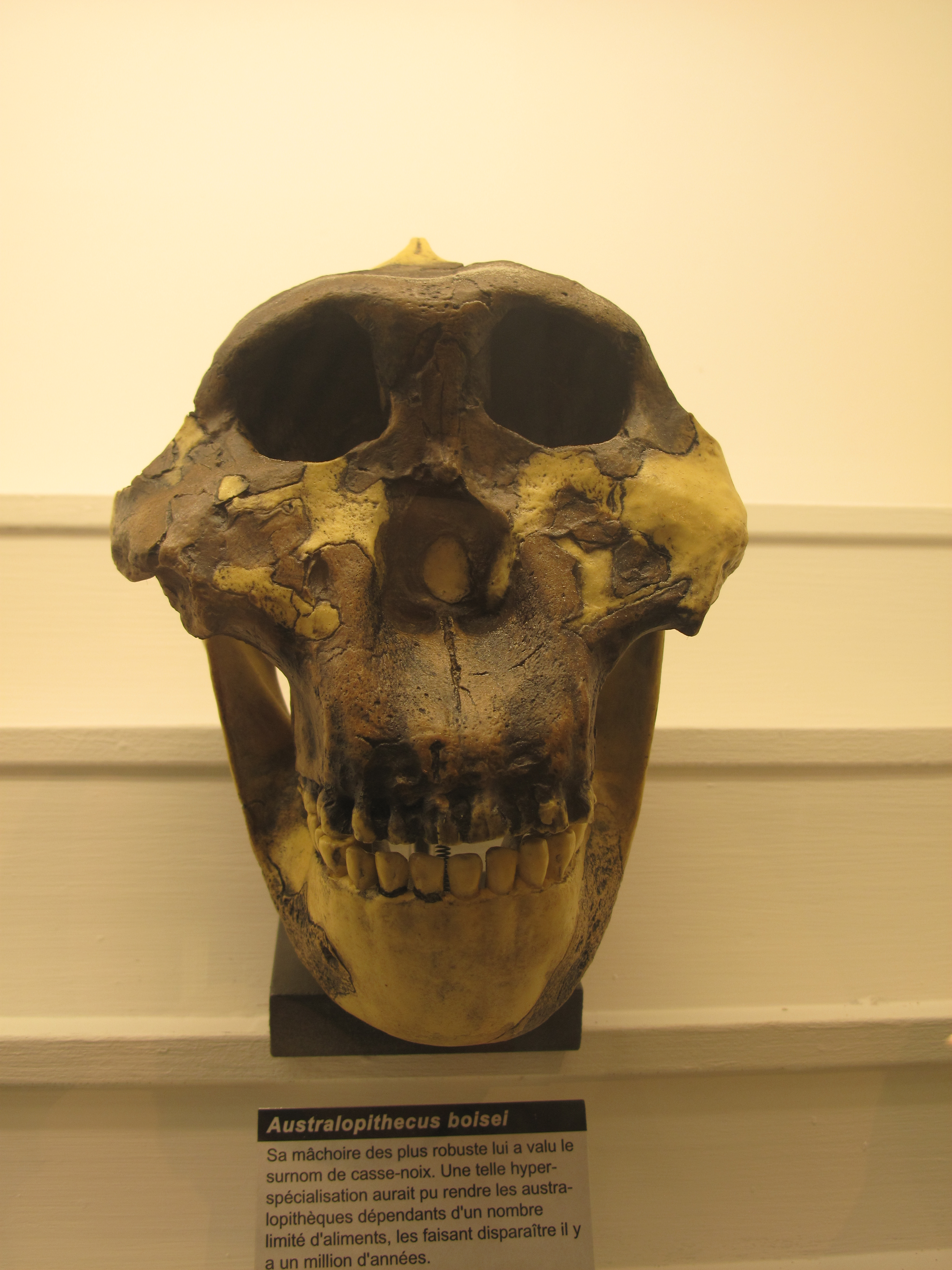
Fóssil de P. boisei

O primeiro fóssil foi descoberto em um sítio arqueológico rico, FLK Zinj, no Oldupai Gorge, por Mary Leakey em 1959, de onde o nome, "Zinj man." O epíteto da espécie "boisei" é uma homenagem a Charles Boise, que contribuiu financeiramente ao trabalho de Louis e Mary Leakey no Olduvai Gorge.
Essa espécie é caracterizada por um crânio grande com uma mandíbula pesada e grandes molares. O cérebro é maior do que a média dos australopitecos, (cerca de 550 cm3). A mandíbula grande e a dentição pode ter sido uma adaptação à sua dieta. O boisei media 1,5 m e pesava 50 kg. Presume-se que essas espécies lidaram com a mudança para um ambiente mais semelhante à savana que estava tomando lugar ao se especializar em uma dieta baseada em plantas de baixa qualidade. A mesma adaptação ocorreu no sul da África com a evolução do Paranthropus robustus.
Os machos adultos eram maiores em média do que as fêmeas (dimorfismo sexual), como era o caso em praticamente todas as espécies de australopithecina. Os machos pesavam cerca de 49 kg e atingiam cerca de 1,37 m e altura, enquanto as fêmeas pesavam cerca de 34 kg e tinham 1,24 m de altura. Isso pode refletir poligamia - construção de harém, como se vê nos gorilas de hoje, que vivem em um ambiente de floresta tropical. Numa sociedade de harém, um macho tem direitos de reprodução exclusivos para um grupo de fêmeas, já que a disparidade de tamanho entre machos e fêmeas das espécies do gênero Paranthropus era comparável a dos gorilas (com base nas dimensões faciais). Os machos mais jovens também eram menos robustos do que os machos mais velhos (maturidade tardia também é exibida em gorilas). Porém, como os Paranthopus preferiam um habitat de savana, uma sociedade com vários machos teria sido mais produtiva para defender melhor o bando de predadores no ambiente mais exposto, como o fazem os babuínos da savana.Além disso, entre os primatas, a maturidade atrasada também é exibida no macaco rhesus, que tem uma sociedade com vários machos, e pode não ser um indicador preciso da estrutura social.
Um estudo de 2011 que utilizou razões de isótopos de estrôncio em dentes fossilizados também sugeriu que há cerca de 2 milhões de anos, entre os grupos de Australopithecus e de Paranthropus do sul da África, as fêmeas tendiam a se estabelecer mais longe da sua região de nascimento do que os machos, ou seja a espécie tinha um sistema patrifocal. Em um sistema patrifocal, fêmeas que estão no grupo não são aparentadas, ao passo que os machos são, já que eles permanecem no bando em que nasceram, e esta associação entre os machos é bastante influente em seu comportamento. Geralmente, grupos assim são pequenos. Isso também descarta a plausibilidade de uma sociedade de harém, que teria resultado em uma sociedade matrilocal devido ao aumento da competição homem-homem.
Permanece incerto se essa espécie fabricava ferramentas; quando foi descoberta, ela foi tomada como um de nossos ancestrais fabricantes de ferramentas, já que o sítio também havia mostrado evidências de ferramentas de Sílex. Entretanto, o primeiro fóssil de Homo habilis foi depois encontrado em um sítio próximo.
As espécies de Paranthropus apresentavam crânios menores do que os do Homo habilis, que foi seu contemporâneo, mas eles tinham cérebros maiores do que os do Australopithecus.Após a descoberta do Homo habilis, ele foi visto como o produtor das ferramentas pelo topo da caixa craniana ser um pouco superior (640 cm³). Por outro lado, é possível que outras espécies produziam ferramentas também. Pesquisas a respeito de ferramentas de mão do Paranthropus robustus, uma espécie que pensava-se ser muito semelhante ao Paranthropus boisei, mostrou que, anatomicamente, eles eram capazes de realizar a tão chamada habilidade de precisão. Então o Paranthropus boisei possuía os requerimentos anatômicos para fabricar ferramentas, mas sua capacidade de abstração para criar projetos é duvidosa por sua anatomia craniana. Veja também em Olduwan.

## Ver também

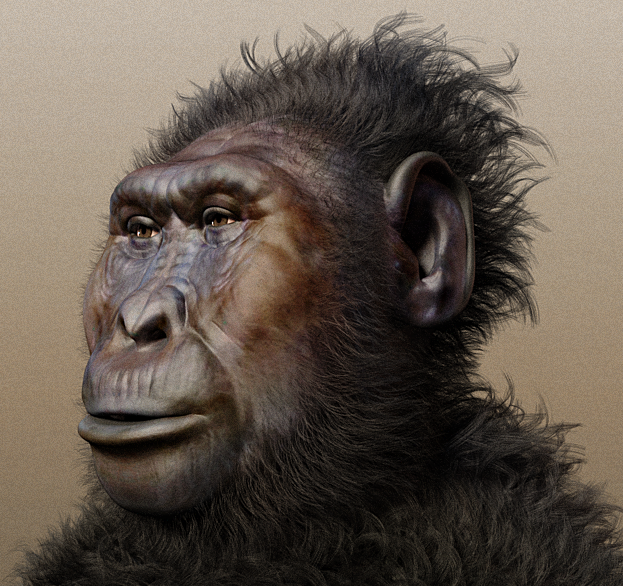
Paranthropus boisei - Reconstrução facial forense